# Hszi Ming-cö
Hszi Ming-cö (习明泽, Xi Mingze), becenevén Hsziao Mu-ce (小木子, Xiao Muzi), „kis fa”) (Peking, 1992. június 25. –) Hszi Csin-ping kínai elnök és Peng Li-jüan (Peng Liyuan) énekesnő egyetlen gyermeke.

## Élete
Kína vezetőjének gyermekeként nem sok információ került ki magánéletéről a médiába. 2006 és 2008 között francia nyelvet tanult a Hangcsou (Hangzhou)i Idegen Nyelvi Középiskolában. Egy évet járt a Csöcsiangi (Zhejiang) Egyetemre, majd 2010-ben átiratkozott a Harvardra. Álnév alatt folytatta tanulmányait, és megpróbált minél jobban a háttérben maradni. 2014-ben alapfokú diplomát szerzett és azóta visszatért Kínába, Pekingben él.
A 2008-as szecsuani földrengést követően önként jelentkezett katasztrófa-elhárítási munkásként egy hétre a miancsui (mianzhui) Hanvang (Hanwang)ban. 2013-ban volt szüleivel az első nyilvános megjelenése Senhszi (Shanxi) tartományban, Jenan (Yan'an) városában, Liangcsiaho (Liangjiahe) faluban, ahol holdújév alkalmából köszöntötték a helyieket.
Érdekli az olvasás és a divat.

## Információkiszivárgás
2019-ben egy Niu Teng-jü (Niu Tengyu) (牛騰宇) nevű fórumadminisztrátort, valamint a fórumhoz kapcsolódó 23 másik embert Kínában letartóztatták, mert állítólag Hszi Ming-cö (Xi Mingze) személyi igazolványának képeit szivárogtatták ki az Esu Wiki weboldalon. Az emberi jogokért küzdő China Change csoport kritizálta kínzás és alváshiány állítólagos alkalmazását a gyanúsítottak vallomásainak megszerzése érdekében.
2020. december 30-án a Kuangtung (Guangdong) tartománybeli Maomingben Maonan kerületi népbírósága 14 év börtönre és 130 000 RMB pénzbírságra ítélte Niut rendbontásért, mások magánszférájának megsértéséért és illegális üzlet üzemeltetéséért.

## Fordítás
- Ez a szócikk részben vagy egészben  a   Xi Mingze című angol Wikipédia-szócikk ezen változatának fordításán alapul.  Az eredeti cikk szerkesztőit annak laptörténete sorolja fel. Ez a jelzés csupán a megfogalmazás eredetét és a szerzői jogokat jelzi, nem szolgál a cikkben szereplő információk forrásmegjelöléseként.